# 1976년 로스앤젤레스 영화 비평가 협회상
제2회 로스앤젤레스 영화 비평가 협회상은 1977년 1월 19일에 열린 시상식이다.

## 수상 및 후보

### 작품상
- 네트워크 수상
- 록키 수상

### 감독상
- 네트워크 - 시드니 루멧 수상

### 남우주연상
- 택시 드라이버 - 로버트 드 니로 수상

### 여우주연상
- 고독한 여심 - 리브 울만 수상

### 각본상
- 네트워크 - 패디 체이예프스키 수상

### 촬영상
- 바운드 포 글로리 - 하스켈 웩슬러 수상

### 음악상
- 택시 드라이버 - 버나드 허만 수상

### 외국어영화상
- 고독한 여심 - 잉그마르 베르히만 수상

### 신인상
- 택시 드라이버 - 마틴 스코세이지 수상
- 택시 드라이버 - 조디 포스터 수상

### 공로상
- 크라이 댄저

### 특별공헌상
- Marcel Ophuls 수상
- Max Laemmle 수상